# الزراعة في أنغولا

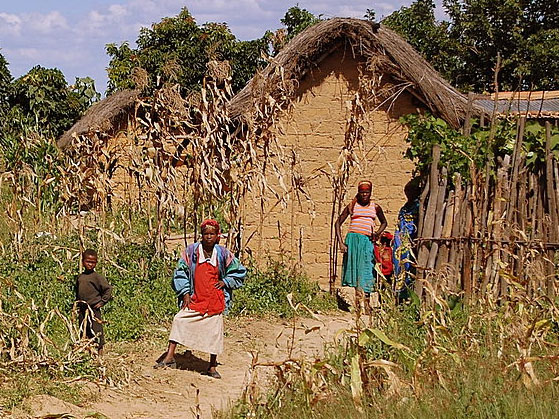
مزارعون

الزراعة في أنغولا، (بالإنجليزية: Agriculture in Angola)‏، أنغولا بلد غني ولديه إمكانيات زراعية هائلة، مع التربة الخصبة، والمناخ الملائم، ونحو 57400000 هكتار من الأراضي الزراعية، بما في ذلك أكثر من 5.0 مليون هكتار من الأراضي الصالحة للزراعة.
قبل الاستقلال عن البرتغال عام 1975، قيل أن أنغولا كانت تحقق الاكتفاء الذاتي، في جميع المحاصيل الغذائية الرئيسية ما عدا القمح.

## الصادرات
تصدر أنغولا، البن، والذرة، فضلا عن محاصيل مثل السيزال، والموز، والتبغ، والكسافا.
بحلول التسعينات، أنتجت أنغولا أقل من 1 في المائة من حجم القهوة التي أنتجتها في أوائل السبعينيات، في حين توقف إنتاج القطن، والتبغ، وقصب السكر بالكامل تقريبًا. أدى ضعف أسعار السوق العالمية، ونقص الاستثمار، إلى تقييد هذا القطاع بشدة منذ الاستقلال.

## الحرب الأهلية، والزراعة
وجهت الحرب الأهلية الأنغولية (1975-2002)، وما ترتب عليها من تدهور في الاقتصاد الريفي، وإهمال قطاع الزراعة، الضربة الأخيرة للإنتاجية الزراعية في البلاد.
خلال الحرب الأهلية، عاد معظم صغار المزارعين إلى زراعة الكفاف. تعتمد أنغولا على الواردات التجارية بشكل كبير منذ عام 1977، وحتى نهاية الحرب.
تتوسعت الزراعة في أنغولا حاليًا، بسبب نهاية الحرب الأهلية الأنغولية في عام 2002، ونمو الاستثمار الأجنبي في هذا القطاع. ومع ذلك، ثبت أن العودة إلى الإنتاجية في المناطق الريفية صعبة وبطيئة. حيث لا يمكن زراعة مساحات كبيرة، بسبب الألغام الأرضية.
عمل البنية التحتية في المناطق الريفية محدود، ولا يوجد سوى حوافز قليلة للناس للعودة إلى الزراعة. من عام 2003 إلى 2004 تم زراعة 2.9 مليون هكتار فقط من الأراضي الزراعية المتاحة.
بلغت مساهمة الزراعة، في الناتج المحلي الإجمالي - بما في ذلك الغابات، ومصايد الأسماك، حوالي 8 في المائة. ومع ذلك، لا يزال ثلثا السكان يعتمدون على الزراعة للحصول على الغذاء، والدخل.
حوالي 80 في المائة من المزارعين في جميع أنحاء البلاد، هم من أصحاب الأراضي الصغيرة. حيث يزرعونها، مع إنتاجية ضعيفة جدا.

## معرض صور

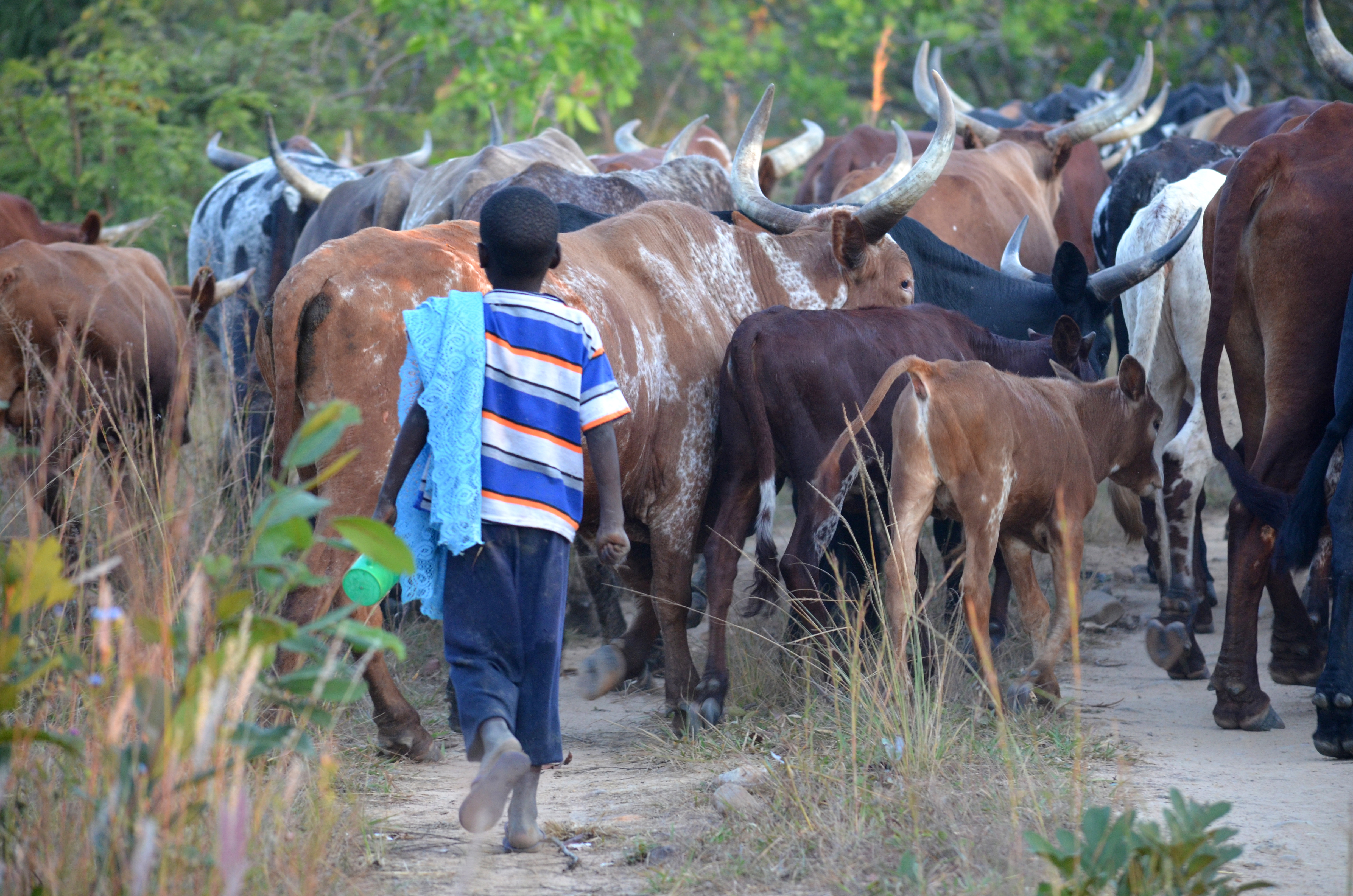
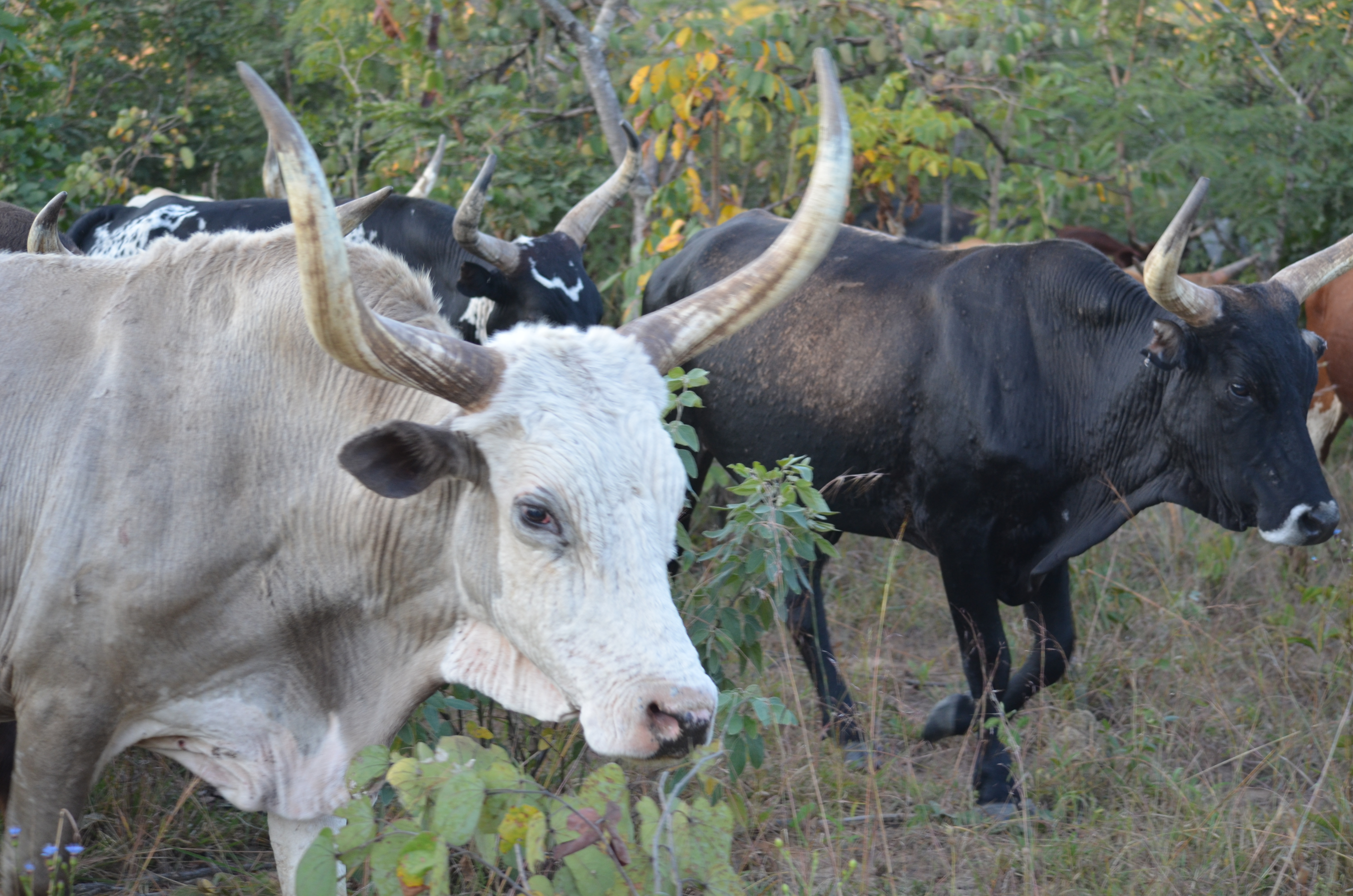
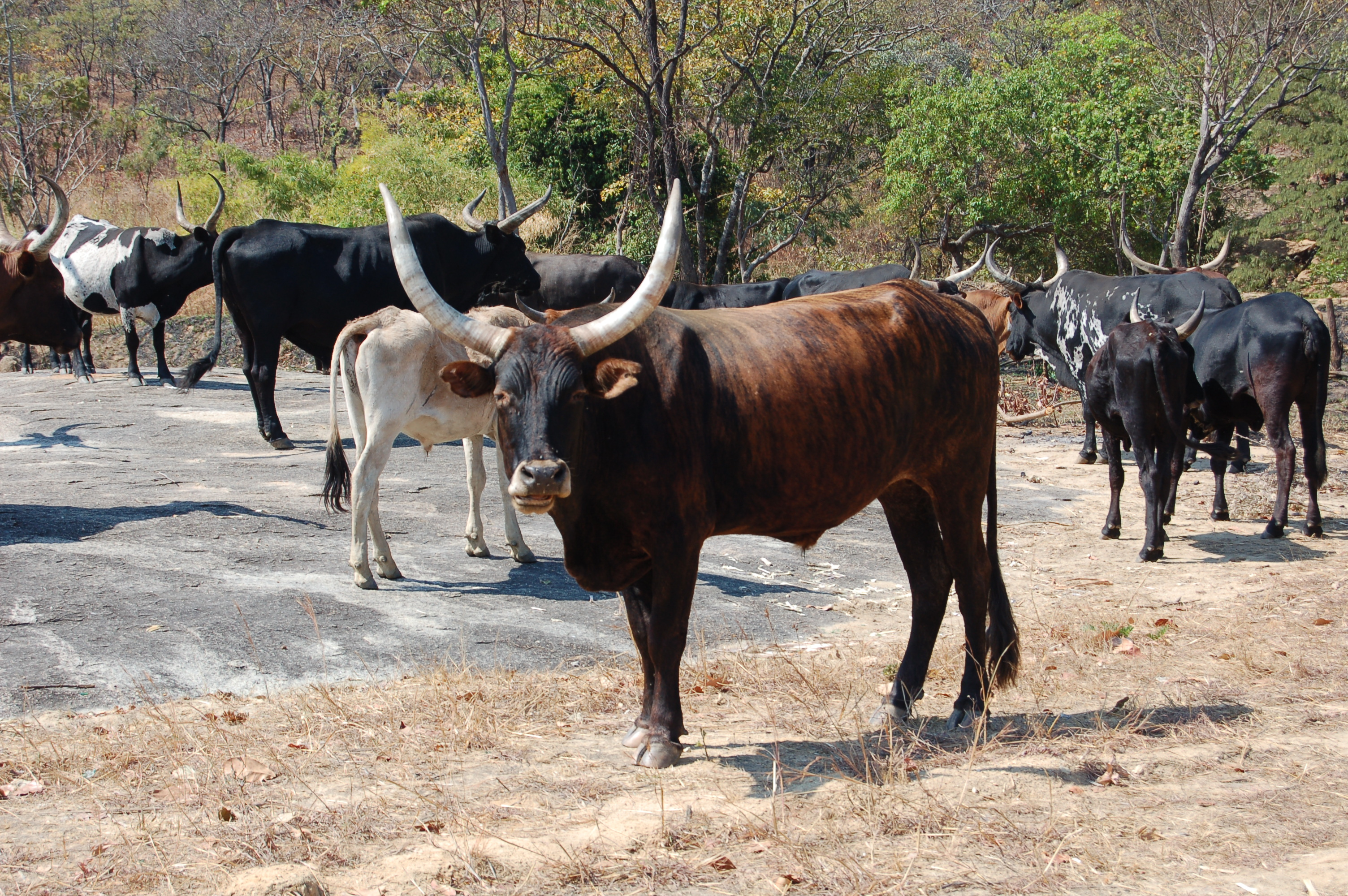
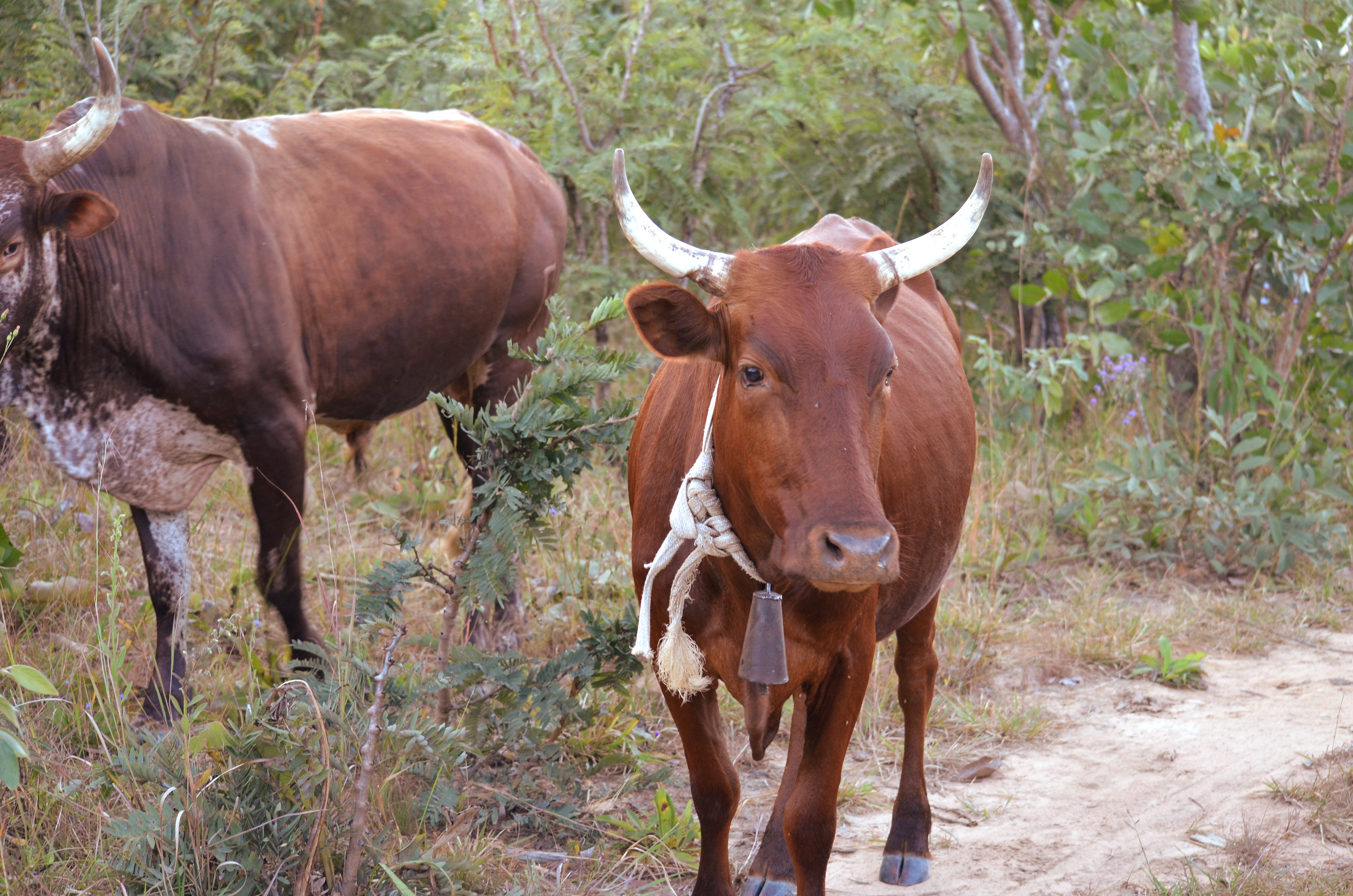
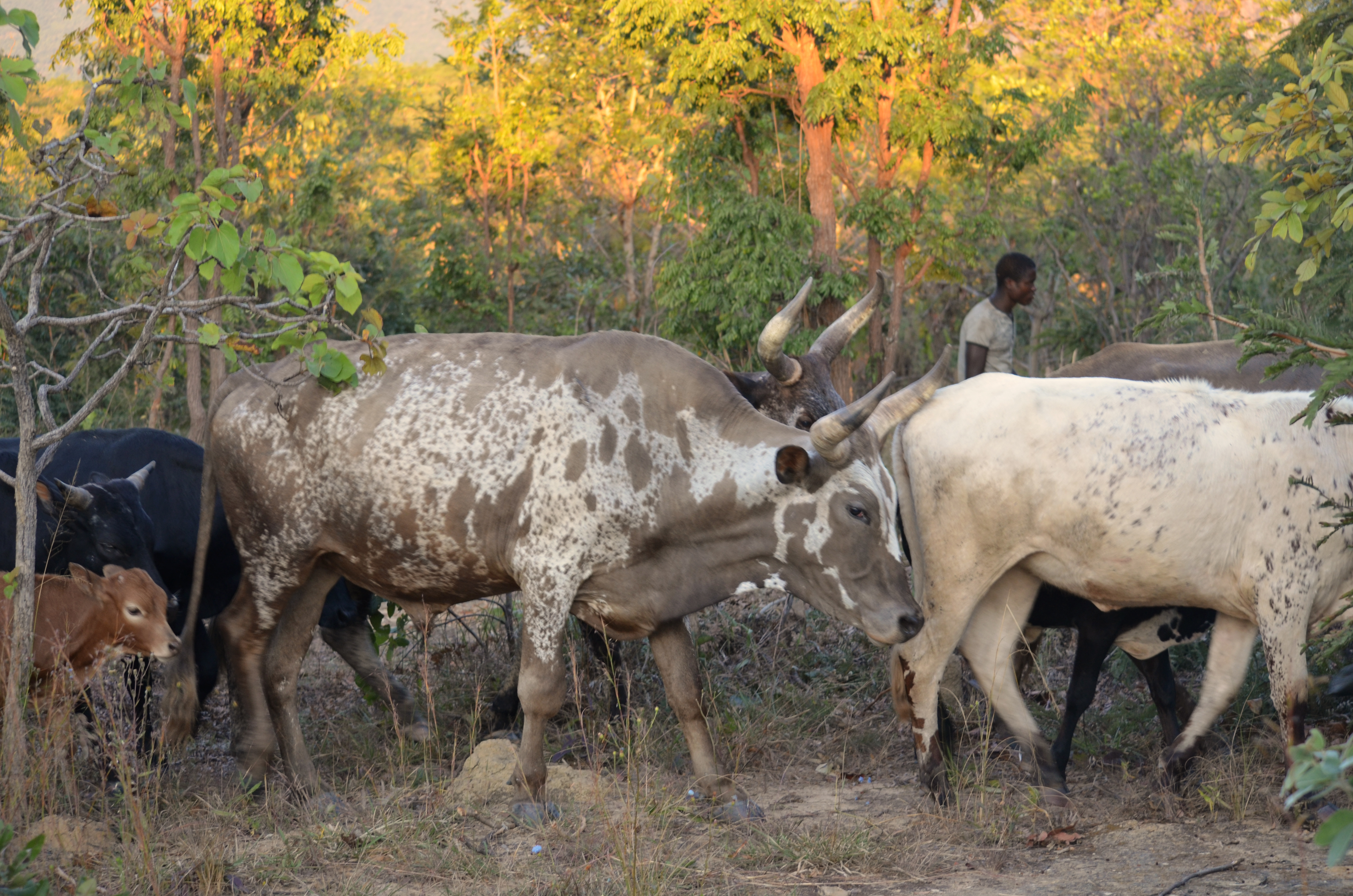
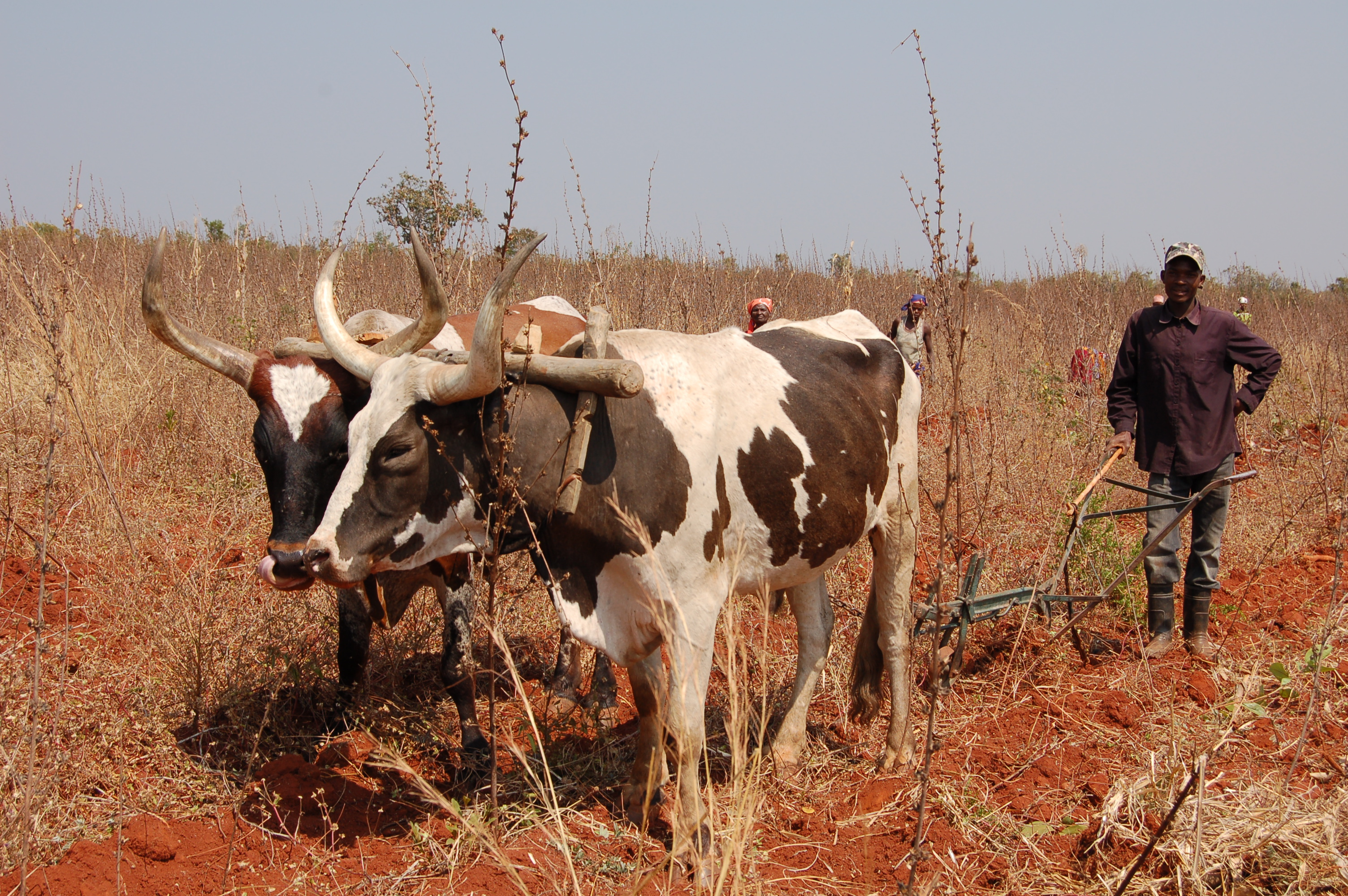